# Adam Feeney
Adam Feeney (ur. 7 marca 1985 w Gosford) – australijski tenisista.

## Kariera tenisowa
Tenisem zainteresował się już w dzieciństwie. W tym czasie jego dziadek zabierał jego i jego braci na treningi i turnieje. Profesjonalną karierę rozpoczął w 2000 roku, zakończył ją w 2013. Sześciokrotnie zwyciężał w zawodach deblowych z cyklu ATP Challenger Tour.
Adam Feeney jest również finalistą Wimbledonu 2003 w rywalizacji deblowej chłopców. Będąc w parze ze swoim rodakiem Chrisem Guccione, w decydującym o zwycięstwie w turnieju meczu przegrali z rumuńską parą Florin Mergea–Horia Tecău.
W trakcie swojej kariery zawodniczej zarobił na kortach w sumie 246 101 dolarów. Najwyżej w rankingu singlistów sklasyfikowano go 10 września 2007, kiedy to był na 248. miejscu. W rankingu deblistów z 28 kwietnia 2008 znajdował się na 100. pozycji.

### Finały juniorskich turniejów wielkoszlemowych

#### Gra podwójna (0–1)
| Końcowy wynik | Nr | Data         | Turniej           | Nawierzchnia | Partner        | Przeciwnicy               | Wynik finału |
| ------------- | -- | ------------ | ----------------- | ------------ | -------------- | ------------------------- | ------------ |
| Finalista     | 1. | 6 lipca 2003 | Wimbledon, Londyn | Trawiasta    | Chris Guccione | Florin Mergea Horia Tecău | 6:7(4), 5:7  |